# Puerto de Buenavista
Puerto de Buenavista es una localidad del estado mexicano de Michoacán. Es parte del municipio de Morelia.

## Demografía
| Gráfica de evolución demográfica |
|                                  |

| Censo | Población |
| ----- | --------- |
| 1940  | 230       |
| 1950  | 232       |
| 1960  | 259       |
| 1970  | 460       |
| 1980  | 678       |
| 1990  | 1013      |
| 2000  | 1839      |
| 2010  | 2940      |
| 2020  | 4116      |